# ليو جيرارد
ليو جيرارد هو نقابي كندي، ولد في 1947 في أونتاريو في كندا.